# Jambo Papeun (Trumon Timur)
Jambo Papeun is een bestuurslaag in het regentschap Aceh Selatan van de provincie Atjeh, Indonesië. Jambo Papeun telt 222 inwoners (volkstelling 2010).